# Rangiererwagen

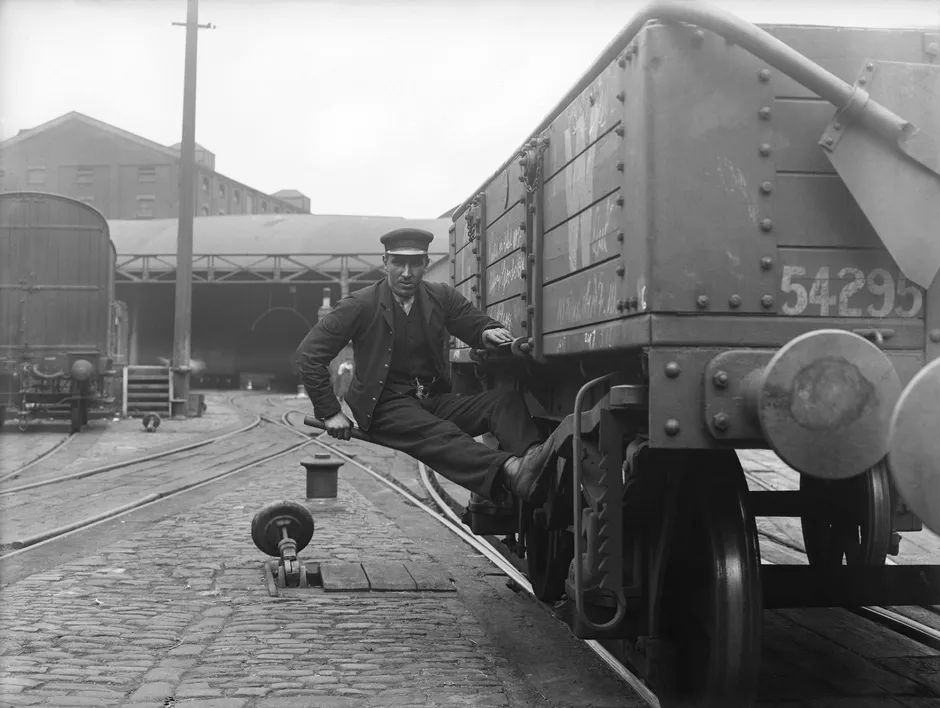
Rangieren ohne Rangiererwagen: der Rangierer fährt auf einem Güterwagen auf dem Bremsstab sitzend mit

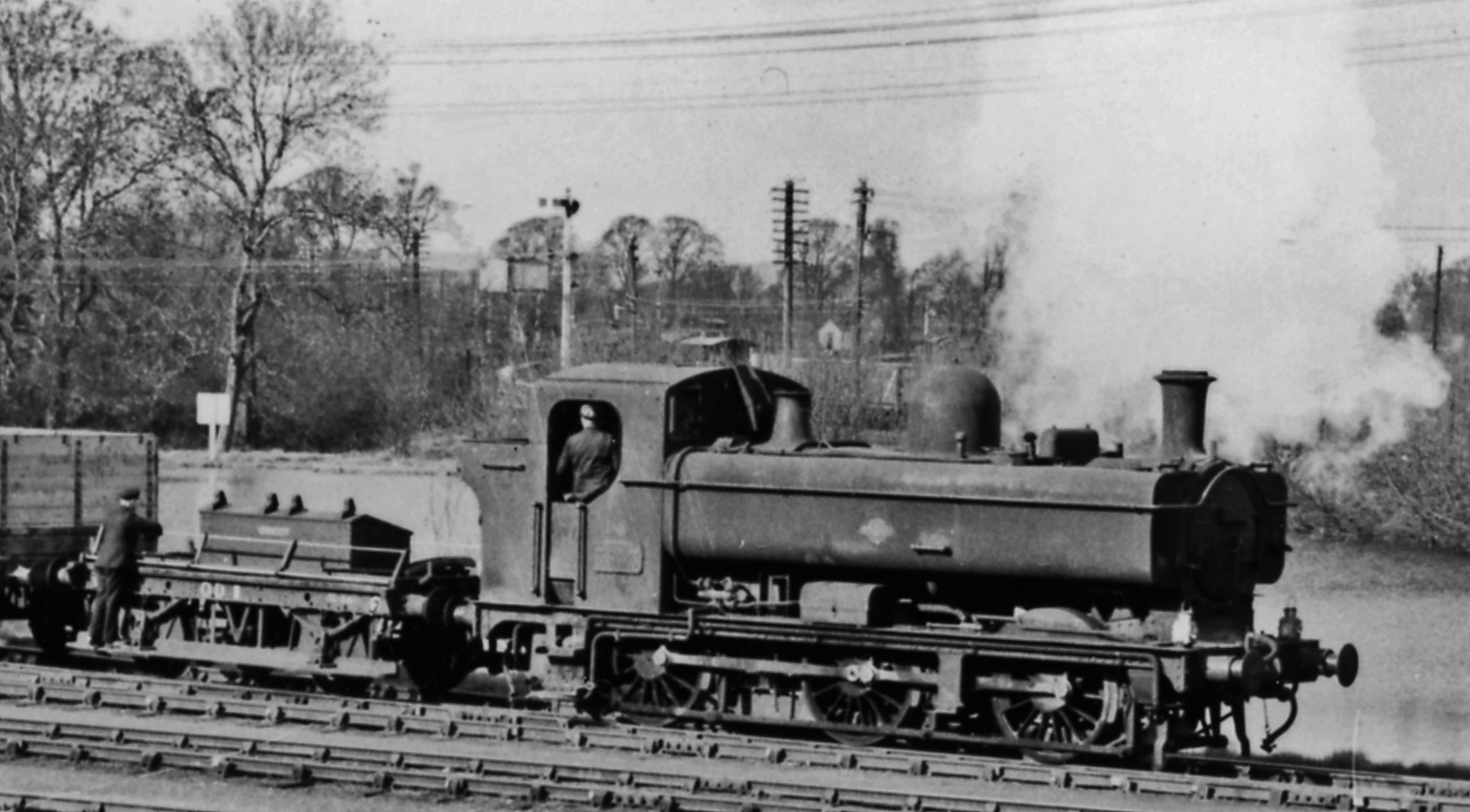
Panniertanklokomotive der GWR mit Rangiererwagen

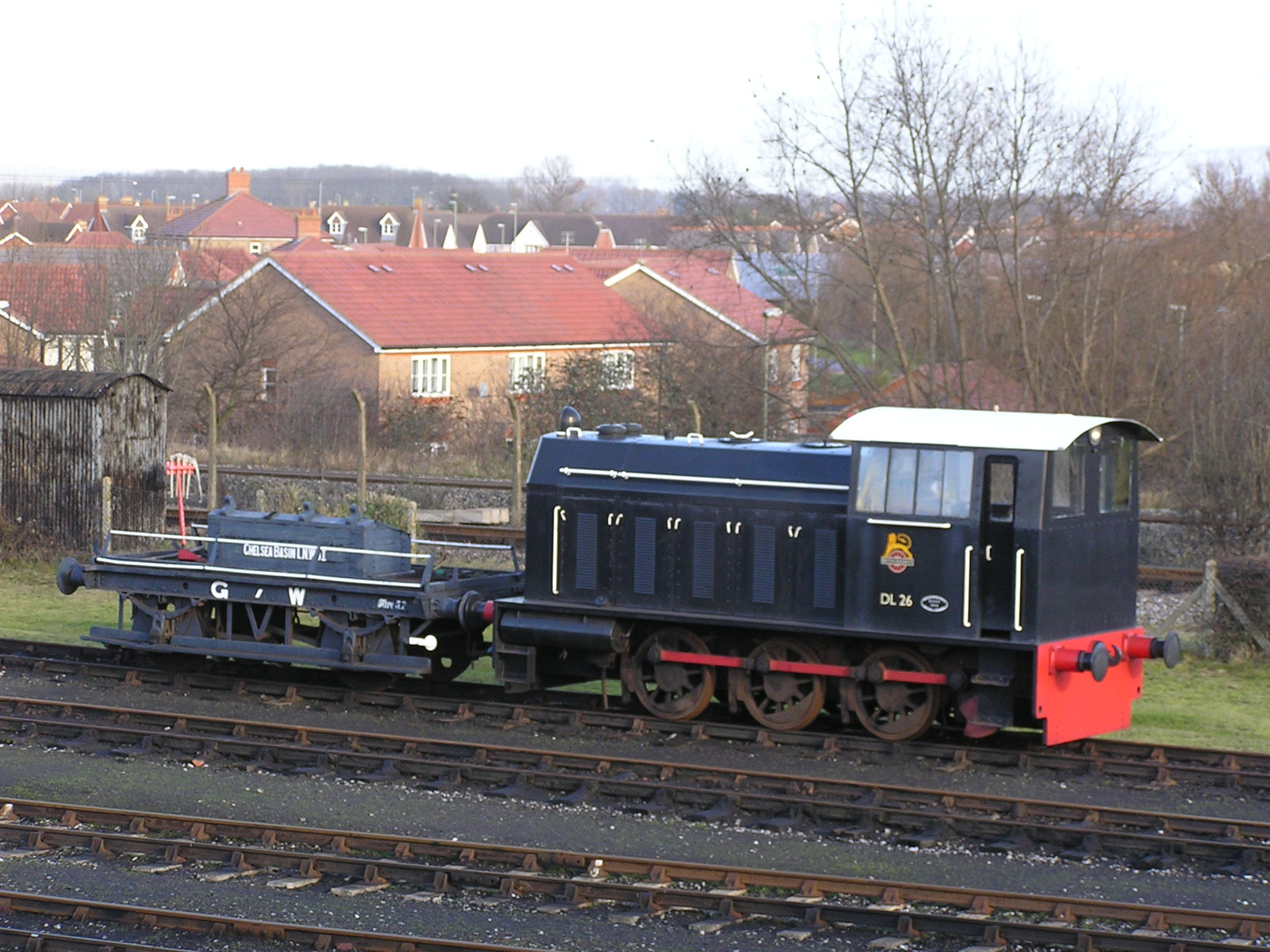
Hunslet-Diesellokomotive mit Rangiererwagen Nr. 100377, Bauart M5

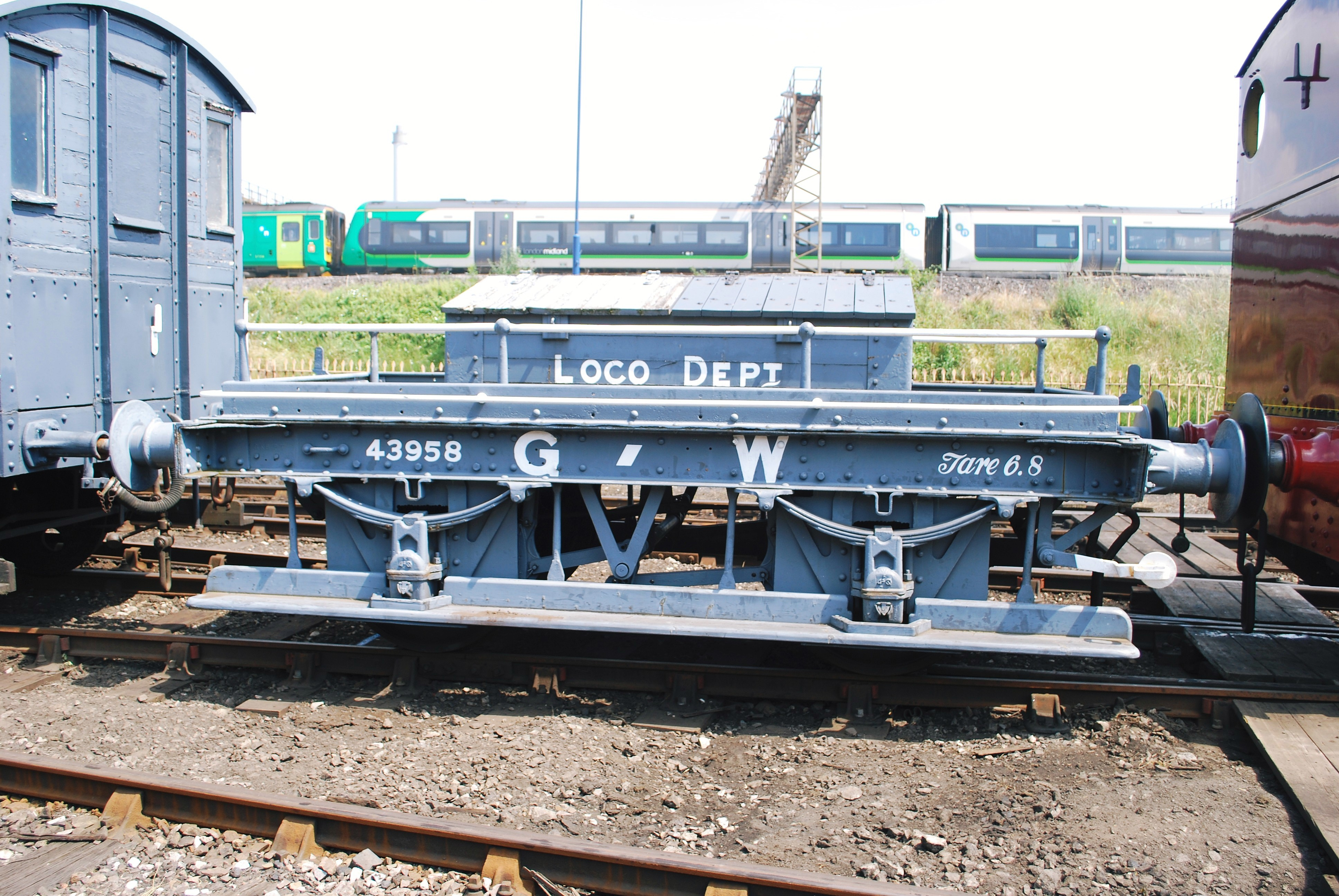
GWR-Rangiererwagen Nr. 43958, Bauart M1, Baujahr 1899

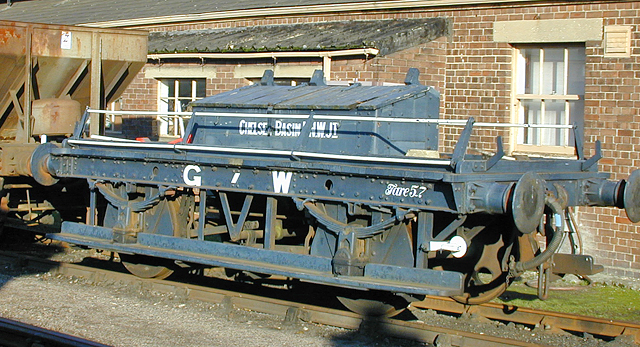
Rangiererwagen Nr. 100377, Bauart M5, Baujahr 1953

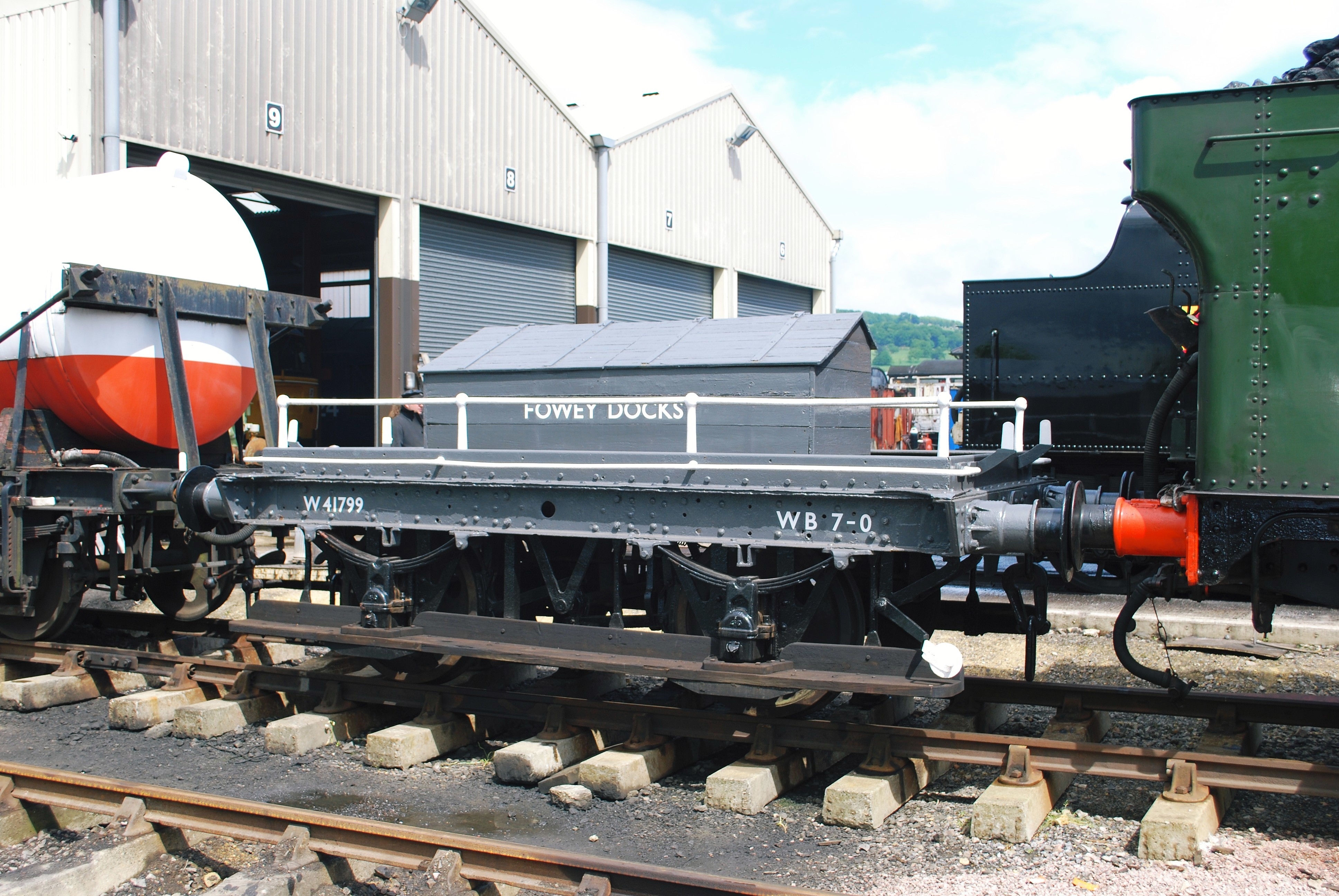
GWR-Rangiererwagen W 41799, Bauart M1, Baujahr 1902

Ein Rangiererwagen, englisch shunters truck, shunters’ truck, chariot ‚Streitwagen‘ oder shunters gig, ist ein kleiner Eisenbahnwagen, der in britischen Güterbahnhöfen verwendet wurde, um Rangierer und ihre Gerätschaften zu transportieren. Die von der Great Western Railway (GWR) eingeführten Wagen boten den Rangierarbeitern bei der Arbeit eine Mitfahrgelegenheit.

## Verwendung
Die Rangierer mussten in den Güterbahnhöfen oft lange Distanzen zwischen den einzelnen Arbeitsstellen zurücklegen. Eine Mitfahrt im sehr kleinen Führerhaus der Rangierlokomotive war meist nicht möglich, weil neben Lokführer und Heizer keine dritte Person darin Platz fand. Somit blieb den Rangierern nur die Möglichkeit, entweder zu Fuß zu gehen oder an Wagen oder Lokomotiven hängend mitzufahren. Die Mitfahrt war jedoch gefährlich, da das Rollmaterial der britischen Bahnen anfangs noch nicht mit Rangiertritten ausgestattet war. Dadurch bestand die Gefahr, dass die Rangierer während der Fahrt den Halt verloren, stürzten und sich verletzten oder gar von den Fahrzeugen überrollt wurden.
Um diesem Missstand zu begegnen, führte die Great Western Railway (GWR) als erste Bahn Rangiererwagen ein, die den Rangierarbeitern eine Mitfahrt ermöglichten. Die Rangierarbeiter fuhren dabei stehend auf den Trittbrettern des Rangierwagens mit und hielten sich an den Handstangen des Wagens fest. Gleichzeitig transportierte der Wagen auch die Werkzeuge der Rangierer sowie kleine Ersatzteile. Der Rangiererwagen war dauerhaft an die Rangierlokomotive gekuppelt.
Die Rangiererwagen hatten anfangs Handbremsen, die die Rangierer selbst anlegten. Später wurden sie mit Vakuumbremsen ausgestattet, die von der Lokomotive aus bedient werden konnten, sodass bei Rangierbewegungen mit vielen Wagen mehr Bremskraft zur Verfügung stand. Bei Rangierfahrten wurde die durchgehende Bremse nicht genutzt; nur die Lokomotive und der Rangierwagen konnten Bremskraft für den Zug aufbringen.
Trotz ihrer Nützlichkeit waren die Rangiererwagen nicht unproblematisch. Ihre geringe Länge und ihr geringes Gewicht führten oft zu Entgleisungen. Weiter musste der Lokführer beim Rangieren die zusätzliche Länge des Wagens beachten. Obwohl die Rangiererwagen eine große Verbesserung für die Rangierer waren, war die Mitfahrt an der Seite der Wagen immer noch gefährlich. Ein plötzlicher Ruck der Lokomotive oder vom Regen rutschig gewordene Holzplanken konnten die Rangierer zu Fall bringen. Der Nutzen der Wagen machte aber die Mängel mehr als wett.

## Geschichte
Die ersten Rangiererwagen wurden bei der GWR aus alten Breitspurwagen umgebaut und existierten mit Sicherheit bereits in den späten 1870er Jahren. Ab 1895 wurden die ersten  Rangiererwagen eingeführt, die speziell für diesen Zweck gebaut wurden. Bis 1904 gab es bei der GWR 143 Rangiererwagen der Bauart M1. Bis 1912 kamen weitere 33 der Bauart M2 hinzu und bis 1948 nochmals 130 der Bauarten M3, M4 und M5, als die Bahn verstaatlicht wurde. Selbst British Railways baute noch Rangiererwagen; bis 1953 entstanden drei Stück, der letzte bekannte Umbau stammt von 1960. Die Anzahl Rangiererwagen pro Güterbahnhof war unterschiedlich. Normalerweise war pro arbeitender Rangierlokomotive ein Rangiererwagen vorhanden. Die kleinen Wagen, die nur etwa fünf Meter lang waren, verließen normalerweise ihren Heimatbahnhof nicht.
Auch die London, Midland and Scottish Railway (LMS) und die Southern Railway (SR) verwendeten Rangiererwagen. Sie wurden aber meist nicht neu gebaut, sondern entstanden durch Umbauten von alten Güterwagen und Schlepptendern.
Die Rangiererwagen blieben auch noch Jahre nach der Verstaatlichung der Bahnen bei British Railways im Einsatz und wurden auch noch zusammen mit Diesellokomotiven eingesetzt. Die Nutzung der Rangiererwagen endete erst mit der Inbetriebnahme der Diesellokomotiven der BR-Klassen 08 und 09, die mit Rangiertritten und Handstangen in der Nähe des vorderen Fahrzeugendes ausgerüstet waren, sodass die Rangierer auf der Lokomotive mitfahren konnten. Den Nachteil, dass dort keine Werkzeugkiste für die Gerätschaften der Rangierer Platz fand, konnten die meisten Rangierer hinnehmen, zumal nur die ehemaligen GWR-Wagen eine aufgebaute Werkzeugkiste hatten. Mit der faktischen Einstellung des Einzelwagenladungsverkehrs nach der Containerisierung des Güterverkehrs in den 1970er und 1980er Jahren wurden die Rangiererwagen nicht mehr benötigt und ausgemustert.

## Erhaltene Rangiererwagen
Eine Handvoll Rangiererwagen ist erhalten geblieben und wird bei verschiedenen Museumsbahnen in ganz Großbritannien gezeigt. Dazu gehören:
- Dean Forest Railway: Nr. DW 41152, Bauart M4, Baujahr 1944[3]
- Severn Valley Railway: Nr. W 41736, Bauart M3, Baujahr 1913[2]
- Bodmin and Wenford Railway: W Nr. 41799, Bauart M1, Baujahr 1902[7]
- South Devon Railway: Nr. GW 41873, Bauart M1, Baujahr 1896[8]
- Tyseley Locomotive Works: Nr. DW 43958, Bauart M1, Baujahr 1899[9]
- Swindon Steam Railway Museum: Nr. W 94988, Bauart M4, Baujahr 1914, Besitzer National Railway Museum[10]
- Fawley Hill Railway: Nr. W 96845, Umbau aus einem gedeckten Güterwagen der Bauart V16 (Mink A), Baujahr 1960[1][11]
- Didcot Railway Centre: Nr. 100377, Bauart M5, Umbau aus einem gedeckten Güterwagen der Bauart V14 (Mink A), Baujahr 1953[12]

## Technik
Die Rangiererwagen waren zweiachsig. Trittbretter und Handstangen boten den Rangierern eine relativ sichere Mitfahrgelegenheit. Meist war in der Mitte des Wagens eine Werkzeugkiste vorhanden, die die von den Rangierern benutzten Gerätschaften enthielt, wie Entkupplungsstange, Bremsstab, Hemmschuhe und Aufgleisschuhe, aber auch kleinere Ersatzteile. Auf ihr war meist auch der Heimatbahnhof des Wagens angeschrieben. Die Speichenräder waren mit seitlichen Abdeckungen versehen, um zu verhindern, dass sich Kleidung und Ausrüstung in den Rädern verfangen konnten.